# Suzanna Al-Hassan
Suzanna Al-Hassan ou Alhassan , née le 27 novembre 1927 et morte le 17 janvier 1997, est une femme politique ghanéenne, qui est devenue en 1961 une des premières femmes député puis la première femme  ministre du Ghana. En tant que femme politique, son parcours traverse la période de soubresauts, qui va de l’accès à l’indépendance et à la mise en place de la première République, à la préparation de la quatrième République. 
Elle a également écrit plusieurs livres, des essais mais aussi des livres pour enfants.

## Biographie
Al-Hassan est née à Tamale. Elle effectue ses études  ses études à l’Achimota School, à  Accra. De 1955 à 1960, elle est directrice d’école à Bolgatanga.  Bénéficiant de la loi de 1960 suur la représentation féminine à l’Assemblée,  elle est élue en juin 1960 comme député représentant la région du Nord, sur un des dix postes d’élus réservés aux femmes,,.
En 1961, elle est nommée ministre adjointe de l'Éducation dans le gouvernement de Kwame Nkrumah, devenant la première femme ministre au Ghana.  De 1963 à 1966, et encore en 1967, elle a été ministre des Affaires sociales. En juillet 1984, Jerry Rawlings la nomme membre du conseil national provisoire  de Défense, réusnissant une dizaine de ministres autour de la junte militaire au pouvoir au Ghana,.
Al-Hassan meurt le 17 janvier 1997.
En 2007, son souvenir est rappelé sur un timbre du 50e anniversaire de l’accès à l’indépendance.

## Principales publications
- Issa and Amina, 1963
- Asana and the magic calabash, Longman, 1963. Republished, 1998
- Two tales, 1966
- The river that became a lake : the building of the Volta Dam, 1979
- The river that became a lake: The story of the Volta river project, 1979
- Voices of wisdom, 1994
- «The Role of Women in Politics in Ghana», Feminist Perspectives, Ottawa: MATCH International Centre, 1994, 9-18.